# Flärken (Ramsele socken, Ångermanland, 705123-152411)
Flärken är en sjö i Sollefteå kommun i Ångermanland och ingår i Ångermanälvens huvudavrinningsområde. Sjön har en area på 0,191 kvadratkilometer och ligger 246,1 meter över havet. Sjön avvattnas av vattendraget Lafsan (Lövlundsån).

## Delavrinningsområde
Flärken ingår i det delavrinningsområde (705022-152439) som SMHI kallar för Utloppet av Flärken. Medelhöjden är 293 meter över havet och ytan är 2,27 kvadratkilometer. Räknas de 45 avrinningsområdena uppströms in blir den ackumulerade arean 396,87 kvadratkilometer. Lafsan (Lövlundsån) som avvattnar avrinningsområdet har biflödesordning 3, vilket innebär att vattnet flödar genom totalt 3 vattendrag innan det når havet efter 136 kilometer. Avrinningsområdet består mestadels av skog (84 procent). Avrinningsområdet har 0,18 kvadratkilometer vattenytor vilket ger det en sjöprocent på 8 procent.